# 威廉堅尼地衛理
威廉·堅尼地·衛理（英語：William Kennedy Wylie，1858年3月16日—1897年12月27日），是19世紀皇家香港軍團中尉。香港的衛理道據說因其命名。

## 生平
威廉·堅尼地·衛理於1858年3月16日出生於英國蘇格蘭格拉斯哥的拉納克，是艾倫·卡斯維爾·衛理（英語： Allan Carswell Wylie) 和伊莉莎白·雷（英語： Elizabeth Rae)的孩子。在1861年左右，威廉和他的家人搬到了倫敦居住。他曾經和艾瑪·巴克科斯（英語： Emma Bacchus)結婚，並育有4個孩子。他於1897年12月27日逝世於香港，享年39歲。死後被葬於香港墳場。